# George Veditz
George Veditz nació en la ciudad de Baltimore, en Estados Unidos, en 1861. Sus padres eran inmigrantes alemanes. A los 8 años quedó sordo, como consecuencia de una enfermedad. Luego de intentar sin éxito, por algunos años, ser educado por un instructor privado, ingresó en 1875 a la Escuela para Sordos de Maryland, y tras finalizarla, entró al Gallaudet College (como entonces se llamaba la hoy Universidad Gallaudet), donde se formó como pedagogo.
Al dejar la universidad, comenzó a trabajar como maestro en la misma escuela de Sordos de Maryland, donde estuvo por cuatro años, hasta 1884. Luego se mudó a Colorado, en cuya escuela de Sordos volvió a trabajar como maestro, a lo largo de casi 20 años. Fue para él un tiempo de activa participación política, en los cuales fundó la Asociación de Sordos de Maryland. 
En 1907 fue elegido Presidente de la Asociación Nacional de Sordos de los Estados Unidos (NAD). Su mayor preocupación entonces fue la preservación de la lengua de señas, que él veía amenazada por el avance de las propuestas oralistas en las escuelas. En ese tiempo comenzaba a popularizarse el cine, y Veditz dedicó la NAD a recoger dinero para financiar grabaciones de discursos en lengua de señas. 
El proyecto, que se inició en 1910, filmó a destacados maestros (sordos y oyentes) de niños sordos. Uno de ellos era el entonces rector de Gallaudet, Edward Miner Gallaudet. El mismo Veditz era parte del grupo. Las filmaciones de la NAD son el primer registro hecho de una lengua de señas en el mundo, y resultan un valioso documento acerca de la historia de las personas Sordas. En su filmación, Veditz hace una apasionada defensa del derecho de los Sordos a sus lenguas de señas, y diserta acerca de la belleza de ellas, y de su valor como patrimonio humano. 
Veditz escribió un guion en inglés para su propio discurso en lengua de señas. En él afirma: mientras haya gente Sorda sobre la tierra existirán las señas … el más noble don que Dios le ha dado a los Sordos.
George Veditz murió en 1937, cuando tenía 76 años. Hoy es, para las personas Sordas de su país, un símbolo de la lucha por el derecho de los Sordos a tener su propia cultura. Desde 1997 se lleva a cabo, en Estados Unidos, un Festival que lleva el nombre de Veditz, el George Veditz ASL Festival, y que se dedica a celebrar la riqueza de la lengua de señas con concursos de poesía y otros géneros literarios.

## Enlaces
- Cultura Sorda

- Datos: Q520097
- Multimedia: George Veditz / Q520097